# 세종 분기점
세종 분기점(Sejong Junction, 세종JC)은 세종특별자치시 장군면 하봉리에 설치될 예정인 세종포천고속도로와 서산영덕고속도로가 만나는 분기점이자 세종포천고속도로의 기점이다. 2026년 12월에 개통될 예정이다.

## 역사
- 2020년 3월 10일 : 분기점 신설을 위해 세종특별자치시 도시계획시설 교통광장에 장군면 하봉리 일원을 고시[1]

## 구조물 정보
- 위치 : 세종특별자치시 장군면 하봉리

## 접속하는 노선

### 포천방면
- 세종포천고속도로

### 서산・영덕방면
- 서산영덕고속도로